# Gabriela Guellil
Gabriela Linda Guellil (* 9. August 1959 in Glendale, Kalifornien) ist eine deutsche Diplomatin im Ruhestand. Sie war deutsche Botschafterin in Zypern, im Tschad, in Mauretanien und in Kirgisistan.

## Leben
Nach dem Abitur begann Gabriela Guellil 1978 ein Studium der Islamwissenschaft und Volkswirtschaftslehre und promovierte 1985 an der Albert-Ludwigs-Universität Freiburg mit einer Dissertation zum Thema Damaszener Akten des 8.–14. Jahrhunderts nach aṭ- Tarsūsīs Kitāb al-Iʿlām: Eine Studie zum arabischen Justizwesen. Im Anschluss begann sie eine Berufstätigkeit als Verkaufsleiterin der Robert Bosch GmbH.

## Laufbahn
1987 trat Guellil in den Auswärtigen Dienst ein und fand nach Ablegung der Laufbahnprüfung für den höheren Dienst 1989 Verwendung am Generalkonsulat in Istanbul, ehe sie im Anschluss von 1992 bis 1995 in der Zentrale des Auswärtigen Amt tätig war. Danach war sie zunächst Ständige Vertreterin des Botschafters in Ecuador sowie anschließend von 1998 bis 2002 Mitarbeiterin der Botschaft in der Türkei.
2002 wurde sie stellvertretende Referatsleiterin im Auswärtigen Amt, ehe sie 2006 zur Botschaft Ankara zurückkehrte und dort bis 2007 Leiterin der Wirtschaftsabteilung war. Danach war sie wiederum im Auswärtigen Amt in Berlin tätig.
Von September 2011 bis Oktober 2014 war Gabriela Guellil Botschafterin der Bundesrepublik Deutschland in Zypern. Von 2016 bis 2018 fand sie Verwendung als Leiterin der deutschen Botschaft im Tschad. Im Oktober 2018 trat sie die Nachfolge von Carola Müller-Holtkemper als deutsche Botschafterin in Mauretanien an. Zum August 2021 wechselte sie als Botschafterin nach Bischkek/Kirgisistan. Am 15. März 2022 wurde sie von dem Präsidenten der Kirgisischen Republik, Sadyr Dschaparow, zur Überreichung des Beglaubigungsschreibens empfangen. Im Sommer 2025 trat sie in den Ruhestand.